# Bob Cowper
Robert Maskew Cowper OAM (* 5. Oktober 1940 in Melbourne, Australien; † 11. Mai 2025 ebenda) war ein australischer Cricketspieler, der zwischen 1964 und 1968 für die australische Nationalmannschaft spielte.

## Aktive Karriere
Cowper gab sein First-Class-Debüt in der Saison 1959/60 und spielte in der Folge für Western Australia, bevor er nach Victoria wechselte. Sein Debüt in der Nationalmannschaft erfolgte beim dritten Test der Tour in England im Juli 1964. In der folgenden Saison erreicht er je ein Fifty in Indien (81 Runs) und Pakistan (83 Runs). Im März reiste er mit dem Team in die West Indies. Dort erreichte er im zweiten Test ein Century über 143 Runs. Nachdem ihm im vierten Spiel der Serie ein weiteres Century über 102 Runs gelungen war, konnte er im abschließenden Spiel ein weiteres Fifty (69 Runs) erzielen. Bei der Ashes Tour 1965/66 erreichte er zunächst im zweiten (99 Runs) und dritten (60 Runs) Test je ein Fifty. Im fünften Test folgte dann ein Tripple-Century über 307 Runs aus 589 Bällen, woraufhin das Spiel und die Serie im Remis endeten.
Ein Jahr später folgte eine Tour in Südafrika, wo er im dritten Test mit 3 Wickets für 57 Runs als Bowler herausstach. Im fünften Spiel der Serie konnte er erneut drei Wickets (3/27) erreichen und zusätzlich in beiden Innings je ein Fifty (60 und 54 Runs), womit er die Niederlage jedoch nicht vermeiden konnte. Im Dezember 1967 folgte eine Tour gegen Indien. Im ersten Test erzielte er im ersten Innings ein Fifty über 92 Runs, bevor er im zweiten mit einem Century über 108 Runs den Sieg einleitete. Im dritten Spiel konnte er neben einem Fifty im ersten Innings (51 Runs) insgesamt sieben Wickets (3/31 & 4/104) als Bowler. Im vierten Test folgten dann ein Century über 165 Runs aus 345 Bällen, bevor er mit vier Wickets (4/49) den Sieg sicherstellte. Seinen letzten Einsatz im Nationalteam hatte er bei der Ashes Tour 1968 in England. Hier gelangen ihm noch ein Mal ein Fifty (57 Runs) im dritten Test. Sein letztes First-Class-Spiel absolvierte er in der Saison 1969/70.

## Nach der aktiven Karriere
Nachdem er sich mit 28 Jahren vom internationalen Cricket zurückgezogen hatte, widmete er sich seinen Geschäftsinteressen und arbeitete als Börsenmakler und Finanzberater. Später agierte er als Match referee für den International Cricket Council. Im Jahr 2023 wurde er mit der Medal of the Order of Australia ausgezeichnet. Im Mai 2025 verstarb er im Alter von 84 Jahren.